# Deorro
Deorro, conosciuto anche come TON!C, entrambi pseudonimi di Erick Orrosquieta (Los Angeles, 29 agosto 1991), è un disc jockey e produttore discografico statunitense di origine messicana.

## Biografia
A 14 anni Erick inizia la sua carriera di dj suonando in concerti locali e feste. Dall'età di 16 si autoproduce le tracce. Il suo stile consiste nella fusione di Dutch house, Progressive house e Electro house. Nel 2014 prende parte alla prima puntata della quarta stagione di Teen Wolf come dj in una discoteca messicana. Nello stesso anno entra nella classifica dei 100 migliori DJ, stilata da DJ Mag, direttamente alla posizione nº19.

### Classifica Top 100 DJ Mag
Classifica annuale stilata dalla prestigiosa rivista DJ Magazine:
- 2014: #19
- 2015: #28
- 2016: #53
- 2017: #147[2]
- 2018: #89
- 2019: #65
- 2020: #121[3]

## Discografia

### Singoli
- 2012: For President [Free Download]
- 2012: Bounce [Mixmash Records]
- 2012: Get Up [RockTheHouze]
- 2012: Black (feat. Duvoh) [Free Download]
- 2012: Can You Hear Me (feat. DyE & J.Trick) [Club Cartel Records]
- 2012: Booty Bounce (feat. J-Trick & Treyy G) [Club Cartel Records]
- 2012: Me [Shabang Records]
- 2013: The Disco Donnie [Free Download]
- 2013: Hype (feat. ZooFunktion) [Dim Mak Records]
- 2013: Elevated (feat. Erick Gold) [Dim Mak Records]
- 2013: Cayendo (feat. Tess Marie) [Dim Mak Records]
- 2013: Red Lips (feat. Pasha) [Dim Mak Records]
- 2013: Stronger [Dim Mak Records]
- 2013: Let Me Love You (feat. Adrian Delgado) [Mixmash Records]
- 2013: Hands Up [Free Download]
- 2013: Crank It Up [Dim Mak Records]
- 2013: Play (feat. D.O.D.) [Dim Mak Records]
- 2013: Queef (feat. Joel Fletcher) [Onelove]
- 2013: Yee [Revealed Recordings]
- 2013: Lose It [Free Download]
- 2013: Bootie In Your Face [Free Download]
- 2013: Dechorro [Dim Mak Records]
- 2013: Rock The Party [Peak Hour Music]
- 2013: Supa Hot Fiya (feat. Tommie Sunshine) [Free Download]
- 2014: Unspoiled Perfection (feat. Madeleine Jayne & Adrian Delgado) [Cr2 Records]
- 2014: Five Hours [LE7ELS]
- 2014: Bootie In Your Face [Ultra Records]
- 2014: Flashlight (feat. R3hab) [Spinnin Records]
- 2014: Freak (feat. Steve Aoki & Diplo & Steve Bays) [Mad Decent]
- 2014: Lose It [Ultra Records]
- 2014: Supa Hot Fiya (feat. Tommie Sunshine) [Ultra Records]
- 2014: If Only (feat. Duvoh & Adrian Delgado) [Cr2 Records]
- 2014: Rambo (feat. J-Trick) [Revealed Recordings]
- 2014: Hit It (Original Mix) feat. D!rty Aud!o Feat. iE-z [Free Download]
- 2014:  Five Hours (Don't Hold Me Back)" (Feat. DyCy) [Icons]
- 2014: Ready (feat. MAKJ) [Free Download]
- 2014: All I Need Is Your Love (Feat. Adrian Delgado) [Dim Mak Records]
- 2015: Perdóname  (Feat. DyCy & Adrian Delgado) [Ultra Records]
- 2015: Five More Hours (Feat. Chris Brown) [Ultra Music]
- 2015: I Can Be Somebody (Feat. Erin McCarley) [Panda Funk]
- 2016: Bailar (Feat. Elvis Crespo) [Ultra Music]
- 2016: Goin Up (Feat. DyCy) [Ultra Music]
- 2016: Tell Me Lies (Feat. Lesley Roy) [Mezori Music]
- 2017: Turn Back Time (Feat. Teemu) [Ultra Music]
- 2017: Rise And Shine [Ultra Music]
- 2017: Feeling Pretty Good [Ultra Music]
- 2017: Burn Out [Panda Funk Records]
- 2017: Andele [Ultra Music]
- 2018: Existence [Ultra Music]
- 2018: Offspring [Dim Mak Records]
- 2018: Sonar (Feat. SCNDL) [Panda Funk Records]
- 2018: Shakalaka (Feat. Steve Aoki, MAKJ & Max Styler) [Ultra Music]
- 2018: Dracarys (Feat. Dirty Audio) [Monstercat]
- 2018: Knockout (Feat. MAKJ e Quintino) [Spinnin' Records]
- 2018: Titan (Feat. D3FAI) [Dim Mak Records]
- 2018: DFTF (Feat. Vikstorm) [JE | Just Entertainment]
- 2018: Bring It Back (Feat. MAKJ, Max Styler) [Spinnin' Records]
- 2018: Focus (Feat. Lena Leon) [Ultra Music]
- 2018: Munequita Linda (Feat. Juan Magan, MAKJ, YFN Lucci) [Universal Music]
- 2019: Wild Like The Wind [Ultra Music]
- 2019: Keep It Going (con Danny Avila)
- 2020: Cuando
- 2020: Beso
- 2021: Si tú No Estàs Aquí (Feat. LÙA)

### Remixes
- 2012: Freakhouse – Everybody Just Scream
- 2012: Cratesz – ShotGun
- 2012: MNDR – "Faster Horses"
- 2012: Ryan Riback & LowKiss feat. Joel Fletcher – Work Money Party Bitches
- 2012: Duvoh feat. Tess Marie – Come Over
- 2012: Chuckie & Junxterjack – Make Some Noise
- 2013: Dirt Cheap – Turn That Thing Down
- 2013: Steve Aoki feat. Polina – Come With Me (Deadmeat)
- 2013: Laidback Luke feat. Majestic – Pogo
- 2013: Steve Aoki feat. Rob Roy – Ooh
- 2013: Clockwork feat. Wynter Gordon – Surge
- 2013: Kaptn – Ricky Ricardo
- 2013: Orkestrated, Fries & Shine feat. Big Nab – Melbourne Bounce
- 2013: Felix Cartal feat. Ofelia – New Scene
- 2014: Sick Individuals & Axwell feat. Taylr Renee – I AM
- 2014: Gareth Emery & Krewella  -  Lights & Thunder
- 2020: Steve Aoki - Girl (Deorro & Dave Mak Remix)